# Guillaume Darcourt
Guillaume Darcourt est un joueur de poker professionnel français né le 20 décembre 1972 à Neuilly-sur-Seine (Hauts-de-Seine).  Il est surnommé Le Boa.

## Biographie
Il est actuellement sponsorisé par la structure ONPOK et, auparavant, par les teams Poker770 et PMU.
Il remporte un titre WPT Bucarest en mars 2010 pour 144 530 €, et atteint la 3e place du 3,000 $ No Limit Hold'em - Triple Chance lors des WSOP 2010 à Las Vegas.
Il termina 3e du Main Event des SCOOP en 2011 organisé par le site Pokerstars.com.
Il atteint la 35e place du Main Event des WSOP 2011 à Las Vegas, sur 6900 joueurs pour un prix de 242 636 €, son plus gros gain à ce jour. Lors de ce tournoi, il refuse de dévoiler ses cartes pour la télévision, ce qui crée un petit scandale. Il se décrit comme un représentant du poker-spectacle, le poker-panache.
Il s'impose au WPT National Cannes 2013, la même année son partenariat avec PMU arrive à terme.
En 2018, ses gains cumulés en tournois s'élèvent à plus de 1 424 000 $.
Aujourd'hui Guillaume s'est retiré du monde du poker, et travaille pour Voyageurs du monde. 